# 第三梯队
第三梯队是20世紀80年代對中國共產黨省部级后备干部的稱呼，這些幹部作為黨和國家領導人的儲備來培養。這一概念最早由時任中共中央總書記胡耀邦於1983年5月提出。胡耀邦認為，制定中國共產黨和中華人民共和國的大政方针老同志是第一梯队，中共中央书记处和国务院的同志是第二梯队，由於第一和第二梯隊年事已高，需要年輕人來接班，而中央大力培養以便未來接班的年輕人就構成了第三梯隊。
1983年下半年，中共中央正式建立省部级后备干部名单。胡耀邦称之为“第三梯队名单”。同時中共中央組織部向中央直属机关及省、直辖市、自治区的党委和组织部门发出上报后备班子名单的通知。入選名單的條件為年龄一般不超过50岁；原则上需要大学学历；級別為地厅级干部；文化大革命時期對文革有抵制态度或文革時為逍遙派。而擬定的第三梯队名单必须先在省、部委常委会和党组会上集体讨论通过后由中央考察组考察、中组部部务委员会议审定，最后再上報給中共中央政治局。
1984年，中央派出三個考察组前往各地考察入選名單人員以及名單外潛在的符合條件的幹部。其中新华社驻蒙分社党组成员、农牧组副组长劉云山原本不在名單內，在考察組來到內蒙古時劉云山被記者推舉進入名單。此外正定縣委書記習近平也入選名單。1984年秋，首批第三梯隊名单确定，共约1100人。第一批名單建立後，當時中共提拔干部原则上要出自名单。截至1985年5月，新擔任浙江、北京、山西、内蒙古等15个省区市的領導的65人中多数出自第三梯队名单。此後1985年、1986年、1987年又推出三个第三梯隊名單。最終在第十七、十八届中共中央政治局常委中除两位之外的所有人都曾列入第三梯队名單。